# Твердянська Лідія Олександрівна
Лідія Олександрівна Твердянська (19 грудня 1912, Санкт-Петербург — 16 грудня 1984, Харків) — українська радянська скульпторка і педагог; член Харківської організації Спілки радянських художників України з 1946 року (у 1950—1953 роках — голова секції скульптури).

## Біографія
Народилася 19 грудня 1912 року в місті Санкт-Петербурзі (нині Росія). У 1934—1938 роках навчалась у Харківському художньому технікумі. У 1936—1940 роках працювала в скульптурно-монументальних майстернях Харкова. У 1938—1941 та 1944—1946 роках навчалась у Харківському художньому інституті (викладач Леонора Блох).
У 1946—1950 роках викладала в Харківському державному художньому училищі. Померла в Харкові 16 грудня 1984 року.

## Твори
Основна тема творів — героїзм радянських дівчат у роки Другої світової війни:
- «Зоя Космодем'янська» (гіпс, 1949, Харківський художній музей);
- «Нескорена полтавчанка (Ляля Убийвовк)» (гіпс, 1957, Полтавський художній музей);
- «Ліза Чайкіна» (склоцемент, 1970).

Серед інших творів:
- пам'ятник Григорію Могильченку (бюст — бронза, постамент — граніт, 1960, Катеринівка);
- «Птахівниця» (1960);
- «Тарасик» (дерево, 1961, Національний музей Тараса Шевченка);
- пам'ятник Георгію Димитрову (бюст — залізобетон; постамент — цегла, цемент, 1967, Юрченкове). Демонтований у 2016 році;
- «Колгоспне літо» (пластмаса з бронзою, 1968);
- «Н. К. Крупська» (мармур, 1969);
- «М. Островський» (штучний камінь, 1970);
- пам'ятний знак Григорію Сковороді (граніт, 1974, Харків, вулиця Університетська, 8).

Учасниця республіканських і міжнародних виставок з 1947 року.